# Musique Vol. 1: 1993-2005
Albums de Daft Punk
Human After All: Remixes
(2006) Alive 2007
(2007)
Musique Vol. 1: 1993-2005 est la première compilation best of du groupe Daft Punk sortie en France le 3 avril 2006. Il comporte quatre raretés dont 3 remix. Cet album existe avec une édition spéciale contenant un DVD de 12 clips, dont deux inédits.

## Liste des pistes
Toutes les chansons sont écrites et composées par Daft Punk, sauf mention du contraire.
| Édition standard (CD - Téléchargement Digital) | Édition standard (CD - Téléchargement Digital) | Édition standard (CD - Téléchargement Digital) | Édition standard (CD - Téléchargement Digital) | Édition standard (CD - Téléchargement Digital) | Édition standard (CD - Téléchargement Digital) | Édition standard (CD - Téléchargement Digital) | Édition standard (CD - Téléchargement Digital) | Édition standard (CD - Téléchargement Digital) | Édition standard (CD - Téléchargement Digital) |
| No                                             | Titre                                          | Auteur                                         | Durée                                          |                                                |                                                |                                                |                                                |                                                |                                                |
| ---------------------------------------------- | ---------------------------------------------- | ---------------------------------------------- | ---------------------------------------------- | ---------------------------------------------- | ---------------------------------------------- | ---------------------------------------------- | ---------------------------------------------- | ---------------------------------------------- | ---------------------------------------------- |
| 1.                                             | Musique                                        |                                                | 6:51                                           |                                                |                                                |                                                |                                                |                                                |                                                |
| 2.                                             | Da Funk                                        |                                                | 5:28                                           |                                                |                                                |                                                |                                                |                                                |                                                |
| 3.                                             | Around The World                               |                                                | 3:59                                           |                                                |                                                |                                                |                                                |                                                |                                                |
| 4.                                             | Revolution 909                                 |                                                | 5:26                                           |                                                |                                                |                                                |                                                |                                                |                                                |
| 5.                                             | Alive                                          |                                                | 5:15                                           |                                                |                                                |                                                |                                                |                                                |                                                |
| 6.                                             | Rollin' and Scratchin'                         |                                                | 7:26                                           |                                                |                                                |                                                |                                                |                                                |                                                |
| 7.                                             | One More Time                                  |                                                | 3:54                                           |                                                |                                                |                                                |                                                |                                                |                                                |
| 8.                                             | Harder, Better, Faster, Stronger               |                                                | 3:43                                           |                                                |                                                |                                                |                                                |                                                |                                                |
| 9.                                             | Something About Us                             |                                                | 3:50                                           |                                                |                                                |                                                |                                                |                                                |                                                |
| 10.                                            | Robot Rock                                     |                                                | 4:26                                           |                                                |                                                |                                                |                                                |                                                |                                                |
| 11.                                            | Technologic                                    |                                                | 2:46                                           |                                                |                                                |                                                |                                                |                                                |                                                |
| 12.                                            | Human After All                                |                                                | 5:20                                           |                                                |                                                |                                                |                                                |                                                |                                                |
| 13.                                            | Mothership Reconnection (Daft Punk Remix)      | Scott Grooves                                  | 4:14                                           |                                                |                                                |                                                |                                                |                                                |                                                |
| 14.                                            | Chord Memory (Daft Punk Remix)                 | Ian Pooley                                     | 6:54                                           |                                                |                                                |                                                |                                                |                                                |                                                |
| 15.                                            | Forget About The World (Daft Punk Remix)       | Gabrielle                                      | 5:44                                           |                                                |                                                |                                                |                                                |                                                |                                                |
| 75:43                                          |                                                |                                                |                                                |                                                |                                                |                                                |                                                |                                                |                                                |

| Titre bonus sur Itunes | Titre bonus sur Itunes | Titre bonus sur Itunes   | Titre bonus sur Itunes | Titre bonus sur Itunes | Titre bonus sur Itunes | Titre bonus sur Itunes | Titre bonus sur Itunes | Titre bonus sur Itunes | Titre bonus sur Itunes |
| No                     | Titre                  | Auteur                   | Durée                  |                        |                        |                        |                        |                        |                        |
| ---------------------- | ---------------------- | ------------------------ | ---------------------- | ---------------------- | ---------------------- | ---------------------- | ---------------------- | ---------------------- | ---------------------- |
| 15.                    | Digital Love           | Bangalter, Homem-Christo | 5:01                   |                        |                        |                        |                        |                        |                        |
| 75:43                  |                        |                          |                        |                        |                        |                        |                        |                        |                        |

## Édition numérique
| Bonus DVD | Bonus DVD                             | Bonus DVD | Bonus DVD | Bonus DVD | Bonus DVD | Bonus DVD | Bonus DVD | Bonus DVD | Bonus DVD |
| No        | Titre                                 | Durée     |           |           |           |           |           |           |           |
| --------- | ------------------------------------- | --------- | --------- | --------- | --------- | --------- | --------- | --------- | --------- |
| 1.        | Around The World                      |           |           |           |           |           |           |           |           |
| 2.        | Burnin'                               |           |           |           |           |           |           |           |           |
| 3.        | Revolution 909                        |           |           |           |           |           |           |           |           |
| 4.        | One More Time                         |           |           |           |           |           |           |           |           |
| 5.        | Harder, Better, Faster, Stronger      |           |           |           |           |           |           |           |           |
| 6.        | Something About Us                    |           |           |           |           |           |           |           |           |
| 7.        | Robot Rock                            |           |           |           |           |           |           |           |           |
| 8.        | Technologic                           |           |           |           |           |           |           |           |           |
| 9.        | Rollin' and Scratchin' (Live in L.A.) |           |           |           |           |           |           |           |           |
| 10.       | The Prime Time of Your Life           |           |           |           |           |           |           |           |           |
| 11.       | Robot Rock (Maximum Overdrive)        |           |           |           |           |           |           |           |           |
| 57:14     |                                       |           |           |           |           |           |           |           |           |

## Classement hebdomadaire
| Classement (2006)                    | Meilleure position |
| ------------------------------------ | ------------------ |
| Australie (ARIA)                     | 47                 |
| Belgique (Flandre Ultratop)          | 38                 |
| Belgique (Wallonie Ultratop)         | 18                 |
| France (SNEP)                        | 6                  |
| Suisse (Schweizer Hitparade)         | 36                 |
| États-Unis (Dance/Electronic Albums) | 6                  |